# كبوتردان (شليل)
کبوتردان (بالفارسية: کبوتردان) هي قرية تقع في إيران في قسم شلیل الريفي.